# Mamaluk
Mamaluk è un brano musicale composto da Walter Malgoni con testo di Bruno Pallesi e Pinchi. Inserito nell'album Da Il Cantatutto con Milva e Villa

## Descrizione e significato
Nella canzone "Mamaluk" di Milva, la protagonista manifesta la sua frustrazione nei confronti di una persona in particolare, perché da un po' di tempo c'è qualcosa che non va nel suo comportamento nei suoi confronti. Pertanto gli rinfaccia i suoi modi, il fatto di darsi delle arie e gli comunica che, per il proprio temperamento, non ha nessuna voglia di sopportare il suo comportamento.
E pertanto il suo comportamento non è adatto a lei. Nel ritornello la protagonista si rivolge direttamente alla persona, chiedendole cosa pensa di fare e dove sta cercando di arrivare? Infine lo definisce un mamaluk, che si traduce in solo una persona stupida. Il testo sottolinea l'importanza di rispettare i propri limiti personali e di comprendere il temperamento altrui.